# Château de Cursat
Le château du Cursat, ou château de Koz, est un château croisé situé dans la ville de Altınözü, dans la province de Hatay dans l'actuelle Turquie. Le château appartenait à la principauté d'Antioche et est situé à environ 10 kilomètres au sud d'Antioche. 

## Situation
Comme beaucoup de châteaux croisés de la région, Cursat fut construit sur une colline naturelle, sur laquelle prend sa source le ruisseau Kuseyr. Entouré de pentes abruptes, le château ne bordait une colline que du côté sud-ouest. De ce côté, il était protégé par de profondes douves artificielles, typiques des châteaux croisés, et était particulièrement fortement fortifié.
Le château possédait autrefois une porte au nord, mais celle-ci n'existe plus et le côté est a été rasé, laissant subsister quelques granges d'origine. Certains bastions du château subsistent encore aujourd'hui, comme la courtine et la tour rectangulaire du XIIe siècle alors que les deux grandes tours rondes furent ajoutées en 1256.

## Histoire
Le château de Cursat est mentionné pour la première fois en 1133, lorsqu'il est pris par le roi de Jérusalem Foulques V d'Anjou. En 1155, le château devient la possession du patriarche latin d'Antioche Aimery de Limoges qui l'utilise alors comme refuge pour lui-même et ses trésors, et est appelé par le nom de « Castrum Patriarchae », soit le « château du Patriarche ». En 1180, Aimery excommunie le prince Bohémond III d'Antioche, suivant les ordres du pape Alexandre III, pour des questions relevant de sa vie privée. Bohémond III, irrité par cette décision, fait le siège de Cursat jusqu'à l'intervention du roi Baudouin IV de Jérusalem.
En 1188, le patriarche Aimery empêche les troupes du sultan ayyoubide Saladin d'attaquer Cursat en lui versant une somme prélevée sur son trésor. En 1225, le patriarche Rainier d'Antioche retourne en Italie, laissant à Philippe de Tripoli le contrôle du château de Cursat, où était conservé le trésor patriarcal.
Plus tard, le pape Innocent IV ordonne que l'intégralité des recettes fiscales de l'Église d'Antioche et de Chypre soient utilisées pour la réparation et l'agrandissement de Cursat pendant trois ans, ce qui permet de renforcer ses défenses en 1256 alors que la principauté d'Antioche est devenue la cible d'attaques turcs à plusieurs reprises. Ainsi, le château résiste à un siège des Mamelouks dirigées par Baybars en 1268.
Après la chute d'Antioche en 1268, Cursat est encerclée par un territoire sous contrôle musulman. Le châtelain du château, au nom du patriarche, était un chevalier nommé Guillaume, qui s'efforce de maintenir des relations amicales avec les émirs musulmans voisins, en particulier ceux de Soghr et de Baghras. Baybars s'abstient alors d'attaquer le château à la condition que Guillaume partage ses revenus avec ses voisins musulmans. Plus tard, Guillaume se fait moine et laisse la gestion du château à son père « Bâtard ». Le 13 avril 1275, ce dernier est pris dans une embuscade mamelouke puis emprisonné à Damas. Le château est ensuite vaincu et la place capitule finalement le 14 novembre 1275.